# Jean du Chastel
Jean du Chastel, ou   de Castro, mort  en  1475 à Toulouse, est un prélat français  du  XVe siècle . Il appartient à la famille du Chastel en Bretagne. Il  est le fils d'Olivier du Chastel et de Jeanne du Plœuc, chambellan du duc de Bretagne, capitaine de  Dinan et de Brest.

## Biographie
Jean du Chastel est archevêque de Vienne en 1452 et est transféré au diocèse de Nîmes l'année suivante. Après la mort en 1455 de Jean d'Étampes, évêque de Carcassonne, les chanoines de la cathédrale élisent Geoffroy de Basilhac leur confrère, mais Jean du Chastel est nommé par le Pape. Le lui ayant disputé, Geoffroy le cède à Jean, et est fait évêque de Rieux. Jean du Chastel est aussi prévôt de la cathédrale de Toulouse.